# 58 (getal)
58 is het natuurlijke getal volgend op 57 en voorafgaand aan 59.

## Wiskunde
58 is
- een Smithgetal.
- een elfhoeksgetal.

## Overig
58 is ook:
- Het landnummer voor internationale telefoongesprekken naar Venezuela.
- Het atoomnummer van het scheikundig element Cerium (Ce).
- Het jaar A.D. 58 en 1958.
- De som van de eerste 7 priemgetallen.